# Vaječný likér

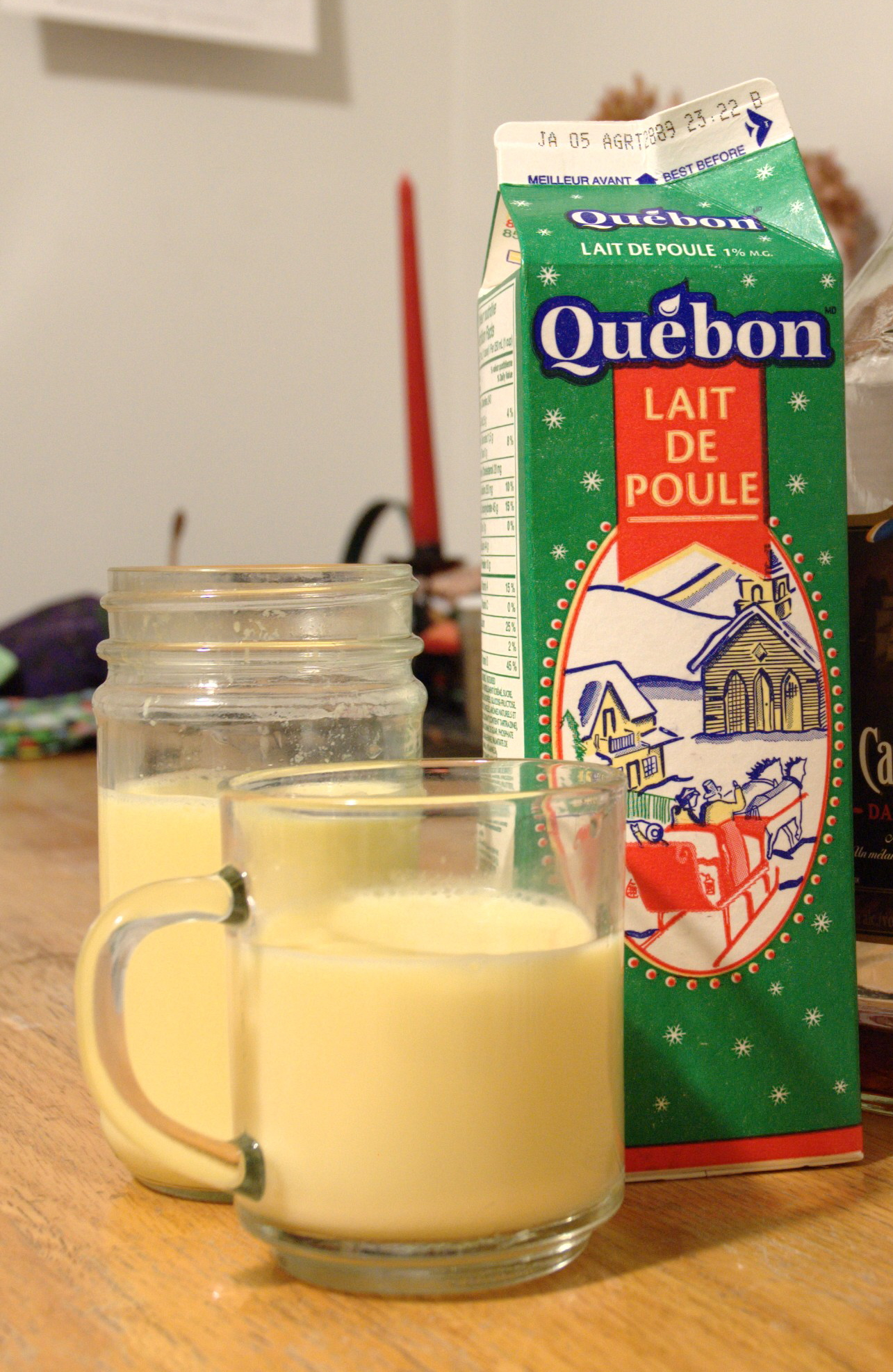
Vaječný likér z Québecu, prodávaný v papírové krabici

Vaječný likér, také vaječný koňak, ajrkoňak (z německého Eiercognac) nebo eggnog je sladký alkoholický nápoj, který má žlutou barvu, vysokou viskozitu a obsah etanolu okolo dvaceti procent. Připravuje se z mléka (obvykle se ho část nahrazuje smetanou nebo kondenzovaným mlékem) a vajec (někdo dává pouze žloutky), které se smíchají a opatrně zahřejí ve vodní lázni tak, aby se vejce nesrazila, pak se zředí podle požadované síly pálenkou (nejčastěji brandy, rum nebo vodka), dosladí cukrem a rozšlehají na stejnorodou hmotu, pro dochucení se také přidává muškátový oříšek, vanilka nebo skořice. Za účelem dosažení hustší konzistence se může použít trocha pudinkového prášku nebo želatina. Méně obvyklá verze používá místo vajec avokádo, které se rozšlehá s cukrem. 
Vaječný likér se připravoval v západní Evropě už ve středověku (podle legendy král Ludvík IX. Francouzský odmítl na smrtelné posteli tento nápoj, aby neporušil půst), ve Francii byl nazýván lait de poule (kuřecí mléko). Od 18. století získával velkou oblibu v Severní Americe, kde se do něj přidával bourbon nebo karibský rum, z původního názvu egg’n’grog vnikl zkrácením eggnog. Nápoj se pije zpravidla při oslavách, tradičně je spojován s vánočním obdobím. Podává se obvykle chlazený, může však být také součástí koktejlů nebo horkých nápojů, jako je bombardino, přidává se do kávy (tzv. alžírská káva), používají ho také cukráři jako náplň do koňakových špiček nebo polevu na zmrzlinové poháry.
Většina konzumentů si nápoj připravuje podomácku podle vlastní receptury, v obchodech se ale také dá koupit již hotový likér. Známým průmyslově vyráběným eggnogem je nizozemský Advocaat, pojmenovaný podle toho, že právníci musejí hodně mluvit a vajíčka působí blahodárně na hlasivky. Někde je zvykem připravit nápoj bez alkoholu, aby ho mohly pít i děti, a dospělí si do něj pak alkohol dolévají podle potřeby. Pro osoby trpící intolerancí laktózy se může vaječný likér připravovat z kokosového nebo sojového mléka.
V českém filmu Ivana Passera Intimní osvětlení je použit gag s příliš hustým domácím vaječným likérem. 